# Fairchild Hiller FH-227

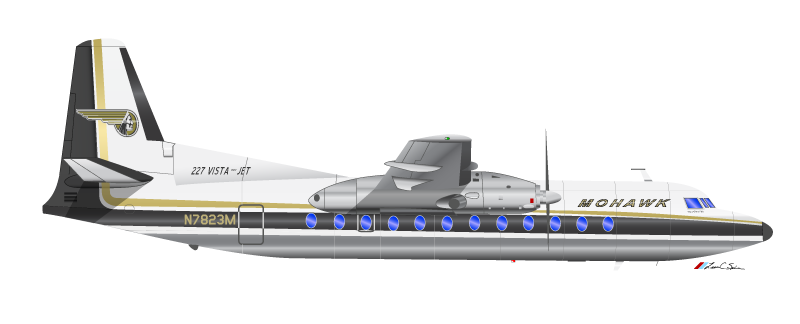
FH-227B авиалиний Mohawk Airlines (около 1970 года)

Fairchild F-27 и Fairchild Hiller FH-227 — варианты регионального турбовинтового пассажирского самолёта Fokker F27 Friendship, производившиеся в США фирмой Fairchild Hiller по лицензии. Fairchild F-27 снаружи почти не отличался от Fokker F27-100, Fairchild F-227 был его независимо разработанной удлинённой версией.

## История
Разработка самолёта началась в 1950 году. Первый полёт самолет Fairchild F-27 совершил 24 ноября 1955 года. В конце пятидесятых годов на основе этой модели был разработан вариант самолета с удлиненным фюзеляжем. Он получил название Fairchild Hiller FH-227. Первый из двух опытных самолетов FH-227 поднялся в воздух 27 января 1966 года.

## Эксплуатация
Бывшие операторы Fairchild Hiller FH-227:
 Алжир
- Sahara Airlines

 Аргентина
- CATA Linea Aerea

 Багамские Острова
- Bahamasair

 Бразилия
- Paraense Transportes Aereos
- TABA - Transportes Aereos da Bacia Amazonica
- VARIG

 Венесуэла
- Avensa

 Канада
- Norcanair
- Nordair
- Quebecair

 США
- Airlift International
- Air New England
- Air South
- Air West
- Allegheny Airlines
- Aloha Airlines
- Aspen Airways
- Bonanza Air Lines
- Connectair
- Delta Air Lines
- Empire Airlines
- Horizon Air
- Hughes Airwest
- Mohawk Airlines
- Northeast Airlines
- Northern Consolidated Airlines
- Oceanair
- Ozark Airlines
- Pacific Air Lines
- Piedmont Airlines
- Shawnee Airlines
- Southeast Airlines
- West Coast Airlines
- Wien Air Alaska

 Турция
- Turkish Airlines

 Франция
- Air Melanesie
- Air Polynesie
- TAT European Airlines

 Республика Корея
- Korean Air Lines

По состоянию на февраль 2010 года в эксплуатации оставался только один борт, принадлежащий Военно-воздушным силам Мьянмы.

## Характеристики
- Экипаж: двое (пилот и второй пилот)
- Вместимость: 52 или максимум 56 сидений
- Грузоподъёмность: 5080 кг
- Длина: 25,50 м
- Размах крыла: 29,00 м
- Площадь крыла: 70,0 м²
- Высота: 8,41 м
- Масса пустого самолёта: 10398 кг
- Максимальная взлётная масса: 19,730 кг

## Потери
По данным сайта Aviation Safety Network по состоянию на 11 июля 2019 года в общей сложности в результате катастроф и серьёзных аварий были потеряны 68 самолётов из 78 выпущенных Fairchild F-27 и Fairchild Hiller FH-227. Самолёты пытались угнать 4 раза, при этом погибли 4 человека. Всего в этих происшествиях погибло 703 человека. Самым известным происшествием является Катастрофа FH-227 в Андах, известное как «Чудо в Андах», когда выжившие в крушении самолёта были вынуждены бороться за жизнь 72 дня в тяжёлых условиях. 7 мая 1964 года в небе над Сан-Рамоном один из пассажиров застрелил пилотов и направил самолёт в землю. При этом погибли 44 человека.